# 요제프 슈트라스베르거

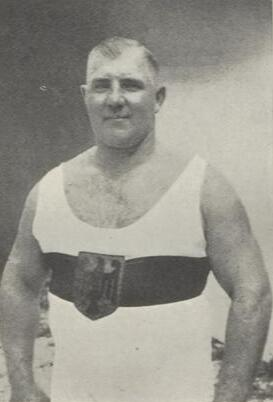

요제프 슈트라스베르거(독일어: Josef Straßberger, 1894년 8월 20일 ~ 1950년 10월 10일)는 독일의 역도 선수였다.
바이에른주 콜레르모어에서 태어나 뮌헨에서 사망한 슈트라스베르거는 1928년 암스테르담 올림픽에서 헤비급 부문의 금메달을 획득하였다.
4년 후, 로스앤젤레스 올림픽에서는 같은 부문의 동메달을 땄다.